# Špiljska fauna
Iako u špiljama na prvi pogled vladaju uvjeti (mrak, hladnoća i sl.) koji ne bi mogli podržati živi svijet, špilje su također stanište nekim životinjskim vrstama. S obzirom na to da su špilje najčešće međusobno nepovezane, u njima često nalazimo endeme. Životinje koje naseljavaju špilje, prvotno su živjele iznad zemlje. No, tijekom dugog vremenskog perioda, evoluirali su i prilagodili se životu u špilji ili oko špilje. Špiljske životinje često imaju neka dodatna obilježja, u odnosu na vrste iz kojih su se razvile, a neka su, kao redundantna, i izgubila. Ta se pojava, redukcija nekih stečenih osobina, tj. razvijanje morfološki jednostavnijih oblika od morfološki složenijih, naziva regresivna evolucija. Neke od glavnih prilagodbi na podzemlje su:
- gubitak organa za vid
- gubitak pigmenta
- produljenje dijelova tijela i razvoj ostalih osjetila
- usporen metabolizam
- dugovječnost
- nizak stupanj reprodukcije
- nakupljanje rezerva masti
- smanjenje agresivnosti
- prestanak dnevno/noćnog ritma aktivnosti
- prestanak sezonskih promjena i aktivnosti

Prema tome koliki dio vremena provode u špilji i iz kojih potreba u nju zalaze, možemo ih podijeliti na sljedeće kategorije:
- pravi stanovnici špiljskih staništa (troglobionti na kopnu i stigobionti u vodi)
- stanovnici djelomično prilagođeni špiljskim staništima (troglofili na kopnu i stigofili u vodi)
- povremeni stanovnici špiljskih staništa (subtroglofili na kopnu i substigofili u vodi) zbog:
  - hibernacije
  - razmnožavanja
  - odgajanja mladih
  - sklanjanja od nepovoljnih uvjeta
- slučajni stanovnici špiljskih staništa (troglokseni na kopnu i stigokseni u vodi).

Kako u podzemlju nema biljaka, ekosustav je bitno različit od onog nadzemnog, a jedini primarni proizvođači su bakterije. Organska tvar u podzemlje dolazi isključivo iz nadzemnih ekosustava. Na dnu špiljskog hranidbenog lanca nalaze se razni oblici razlagača ili detritofaga, tj. životinje koje se hrane mrtvom organskom tvari, igrajući ulogu koju u vanjskom svijetu imaju biljke. S obzirom na skromne izvore hrane, životinje iz podzemnih ekosustava su morale evoluirati na način da povećaju iskoristivost energije, tj. da što iskorištavaju unesenu hranu.